# Accenture
Accenture Limited és una empresa multinacional dedicada a la prestació de serveis de consultoria, serveis tecnològics i de subcontractació. Va ser constituïda a Hamilton, Bermudes, encara que el dia 26 de maig de 2009 es va anunciar l'aprovació per part del comitè executiu del trasllat del seu domicili social a Irlanda.
La revista Fortune la va incloure en la seva llista de les 500 empreses més grans en nivell de ingressos, i compta amb més de 244.000 empleats a 120 països.
En l'any fiscal finalitzat el 31 d'agost de 2010, la companyia va declarar uns ingressos nets de 23.090 milions de dòlars americans.
La marca Accenture va ser creada el 2001, després d'abandonar el nom Andersen Consulting a causa del litigi mantingut amb l'empresa matriu Andersen Worldwide i al desprestigi del seu vessant auditor Arthur Andersen, involucrada en l'escàndol financer Enron, que va motivar el cessament de les seves activitats.

## Línies de treball
Les quatre línies de treball anomenades per Accenture Workforces a tot el món, donen atenció als clients en les àrees de consultoria, tecnologia i subcontractació així com a la mateixa empresa. Això és gairebé sempre una designació interna, ja que els empleats d'Accenture treballen en equips barrejats per una varietat de raons operatives i de negoci.
- Consulting: Enfocament en consultoria de gestió, treball de disseny del procés de producció i aplicació de tecnologies als negocis. Millora de vendes, lliurament i lideratge.
- Services: La majoria se centren en els compromisos de subcontractació en les àrees d'operacions de negocis, informàtica, desenvolupament i manteniment d'aplicacions, serveis de suport tècnic i recursos humans. En el marc d'alguns acords de subcontractació, els equips dels clients interns pot ser "rebatejat" com els empleats d'Accenture alineats a aquesta força de treball. De vegades treballen en projectes de consultoria o com equips interns de l'empresa.
- Solutions: Accenture Technology Solutions és la filial que se centra en les habilitats tecnològiques específiques que es necessiten per executar projectes o acords de subcontractació. Comprèn la majoria dels empleats d'Accenture a les seus de la companyia situades en els països en vies de desenvolupament com el Brasil, Mèxic, l'Índia i les Filipines.
- Enterprise: Enfocament en la gestió i el suport a totes les activitats en negocis d'Accenture, inclosa la seguretat jurídica, de serveis, mercadotècnia i gestió financera del client.

## Principals subsidiàries
- Coritel és la subsidiària espanyola d'Accenture per al desenvolupament de programari, fundada el 1984.
- Accenture Outsourcing Services és la subsidiària espanyola d'Accenture per a subcontractació i externalització de serveis.
- Avanade proveeix serveis de consultoria tecnològica i solucions per a la plataforma de programari Microsoft. Va començar com una aliança d'empreses entre Microsoft i Accenture, però ara més del 80% ha estat adquirida per Accenture.
- Accenture Technology Solutions proporciona les habilitats tecnològiques enfocades als clients i comprèn tota la mà d'obra Solutions, incloent la majoria dels Accenture Delivery Centers situats als països en desenvolupament com les Filipines, Romania i països d'Amèrica Llatina com Mèxic, el Brasil o l'Argentina.
- Navitaire ofereix solucions especialitzades per a les aerolínies i els ferrocarrils.
- Accenture ofereix serveis de Serveis Federals directament a les entitats governamentals dels Estats Units, com els Departaments de Defensa, Seguretat Nacional i Justícia. Aquesta filial va ser constituïda específicament per complir amb un mandat del Congrés que diu que els contractistes de defensa tindran seu als Estats Units.
- Accenture Defense Group proporciona serveis de gestió de documents, sistemes de tecnologia de la informació de programari i millora de processos de negoci estratègies per als governs, proveïdors de l'Estat, les empreses i les organitzacions transnacionals com l'Agència Espacial Europea.
- Accenture SAP Solutions ofereix programari SAP als clients antics creats amb recursos Coritel BPM de SAP.
- Digiplug ofereix fabricació de música i vídeo i serveis de lliurament als principals segells discogràfics, així com operadors sense fil i fabricants de dispositius mòbils de terminals a tot el món.
- Accenture Mobility Services ajuda les empreses operadores desenvolupar i desplegar noves aplicacions que generen ingressos mòbils.
- Accenture Interactive ajuda a les empreses a desenvolupar capacitats de màrqueting digital i optimitzar les seves inversions en màrqueting.
- Accenture CAS proporciona la gestió de clients i solucions de mobilitat per a la indústria de béns de consum.